# Leposoma osvaldoi
Espèce
Leposoma osvaldoi est une espèce de sauriens de la famille des Gymnophthalmidae.

## Répartition
Cette espèce est endémique du Brésil. Elle se rencontre au Mato Grosso, au Rondonia, en Amazonas et au Pará.
Sa présence est incertaine en Bolivie.

## Description
Le mâle holotype mesure 37 mm de longueur standard.

## Étymologie
Cette espèce est nommée en l'honneur d'Osvaldo Rodrigues da Cunha (1930-2011).

## Publication originale
- Ávila-Pires, 1995 : Lizards of Brazilian Amazonia (Reptilia: Squamata). Zoologische Verhandelingen, vol. 299, p. 1–706 (texte intégral).